# Snowboard a 2018. évi téli olimpiai játékokon
A 2018. évi téli olimpiai játékokon a snowboard versenyszámait a  Pogvang (Bogwang)i Phoenix Parkban rendezték február 10. és 24. között.
A férfiaknak és a nőknek egyaránt 5–5 versenyszámban osztottak érmeket. A programban először szerepelt a big air versenyszám.

## Naptár
Az időpontok helyi idő szerint (UTC+9) és magyar idő szerint (UTC+1) olvashatóak. A döntők kiemelt háttérrel vannak jelölve.
| Dátum       | Helyi idő   | Magyar idő | Versenyszám                                          |
| ----------- | ----------- | ---------- | ---------------------------------------------------- |
| február 10. | 10:00       | 2:00       | férfi slopestyle, 1. selejtező                       |
| február 10. | 13:00       | 5:00       | férfi slopestyle, 2. selejtező                       |
| február 11. | 10:00       | 2:00       | férfi slopestyle, döntő                              |
| február 11. | 13:30       | 5:30       | női slopestyle, selejtező (törölve)                  |
| február 12. | 10:00       | 2:00       | női slopestyle, döntő                                |
| február 12. | 13:30       | 5:30       | női halfpipe, selejtező                              |
| február 13. | 10:00       | 2:00       | női halfpipe, döntő                                  |
| február 13. | 13:30       | 5:30       | férfi halfpipe, selejtező                            |
| február 14. | 10:00       | 2:00       | férfi halfpipe, döntő                                |
| február 15. | 11:00       | 3:00       | férfi snowboard cross, selejtező                     |
| február 15. | 13:30–14:50 | 5:30–6:50  | férfi snowboard cross, kieséses szakasz              |
| február 16. | 10:00       | 2:00       | női snowboard cross, selejtező                       |
| február 16. | 12:15–13:00 | 4:15–5:00  | női snowboard cross, kieséses szakasz                |
| február 19. | 9:30        | 1:30       | női big air, 1. selejtező                            |
| február 19. | 11:40       | 3:40       | női big air, 2. selejtező                            |
| február 21. | 9:30        | 1:30       | férfi big air, 1. selejtező                          |
| február 21. | 11:45       | 3:45       | férfi big air, 2. selejtező                          |
| február 22. | 12:00       | 4:00       | férfi és női parallel giant slalom, selejtező        |
| február 22. | 9:30        | 1:30       | női big air, döntő                                   |
| február 24. | 9:30        | 1:30       | férfi big air, döntő                                 |
| február 24. | 12:00       | 4:00       | férfi és női parallel giant slalom, kieséses szakasz |

1. 1 2  A női slopestyle versenyszámban eredetileg a selejtező két fordulós lett volna, a döntő pedig három fordulós. A 2018. február 11-ére kiírt selejtezőt az erős szeles időjárás miatt törölték. A döntőben két fordulót teljesített mindegyik versenyző.

## Éremtáblázat
(Az egyes számoszlopok legmagasabb értéke, vagy értékei vastagítással kiemelve.)
| A 2018. évi téli olimpiai játékok éremtáblázata snowboardban | A 2018. évi téli olimpiai játékok éremtáblázata snowboardban | A 2018. évi téli olimpiai játékok éremtáblázata snowboardban | A 2018. évi téli olimpiai játékok éremtáblázata snowboardban | A 2018. évi téli olimpiai játékok éremtáblázata snowboardban | Olimpia  |
| ------------------------------------------------------------ | ------------------------------------------------------------ | ------------------------------------------------------------ | ------------------------------------------------------------ | ------------------------------------------------------------ | -------- |
|                                                              | Ország                                                       | Arany                                                        | Ezüst                                                        | Bronz                                                        | Összesen |
| 1.                                                           | Egyesült Államok (USA)                                       | 4                                                            | 2                                                            | 1                                                            | 7        |
| 2.                                                           | Kanada (CAN)                                                 | 1                                                            | 2                                                            | 1                                                            | 4        |
| 3.                                                           | Franciaország (FRA)                                          | 1                                                            | 1                                                            | 0                                                            | 2        |
| 4.                                                           | Csehország (CZE)                                             | 1                                                            | 0                                                            | 1                                                            | 2        |
| 5.                                                           | Ausztria (AUT)                                               | 1                                                            | 0                                                            | 0                                                            | 1        |
| 5.                                                           | Olaszország (ITA)                                            | 1                                                            | 0                                                            | 0                                                            | 1        |
| 5.                                                           | Svájc (SUI)                                                  | 1                                                            | 0                                                            | 0                                                            | 1        |
|                                                              |                                                              |                                                              |                                                              |                                                              |          |
| 8.                                                           | Ausztrália (AUS)                                             | 0                                                            | 1                                                            | 1                                                            | 2        |
| 8.                                                           | Németország (GER)                                            | 0                                                            | 1                                                            | 1                                                            | 2        |
| 10.                                                          | Dél-Korea (KOR)                                              | 0                                                            | 1                                                            | 0                                                            | 1        |
| 10.                                                          | Japán (JPN)                                                  | 0                                                            | 1                                                            | 0                                                            | 1        |
| 10.                                                          | Kína (CHN)                                                   | 0                                                            | 1                                                            | 0                                                            | 1        |
|                                                              |                                                              |                                                              |                                                              |                                                              |          |
| 13.                                                          | Finnország (FIN)                                             | 0                                                            | 0                                                            | 1                                                            | 1        |
| 13.                                                          | Nagy-Britannia (GBR)                                         | 0                                                            | 0                                                            | 1                                                            | 1        |
| 13.                                                          | Spanyolország (ESP)                                          | 0                                                            | 0                                                            | 1                                                            | 1        |
| 13.                                                          | Szlovénia (SLO)                                              | 0                                                            | 0                                                            | 1                                                            | 1        |
| 13.                                                          | Új-Zéland (NZL)                                              | 0                                                            | 0                                                            | 1                                                            | 1        |
|                                                              |                                                              |                                                              |                                                              |                                                              |          |
| Összesen                                                     | Összesen                                                     | 10                                                           | 10                                                           | 10                                                           | 30       |

## Érmesek

### Férfi
| A 2018. évi téli olimpiai játékok érmesei férfi snowboardban |                                         |                                         |                                           |                                           |                                        |                                        |
| Versenyszám                                                  | Arany                                   | Arany                                   | Ezüst                                     | Ezüst                                     | Bronz                                  | Bronz                                  |
| Parallel giant slalom                                        | Nevin Galmarini · Svájc (SUI)           | Nevin Galmarini · Svájc (SUI)           | I Szangho (Lee Sang-ho) · Dél-Korea (KOR) | I Szangho (Lee Sang-ho) · Dél-Korea (KOR) | Žan Košir · Szlovénia (SLO)            | Žan Košir · Szlovénia (SLO)            |
| Halfpipe                                                     | Shaun White · Egyesült Államok (USA)    | 97,75                                   | Hirano Ajumu · Japán (JPN)                | 95,25                                     | Scott James · Ausztrália (AUS)         | 92,00                                  |
| Big air                                                      | Sebastien Toutant · Kanada (CAN)        | 174,25                                  | Kyle Mack · Egyesült Államok (USA)        | 168,75                                    | Billy Morgan · Nagy-Britannia (GBR)    | 168,00                                 |
| Slopestyle                                                   | Redmond Gerard · Egyesült Államok (USA) | Redmond Gerard · Egyesült Államok (USA) | Max Parrot · Kanada (CAN)                 | Max Parrot · Kanada (CAN)                 | Mark McMorris · Kanada (CAN)           | Mark McMorris · Kanada (CAN)           |
| Snowboard cross                                              | Pierre Vaultier · Franciaország (FRA)   | Pierre Vaultier · Franciaország (FRA)   | Jarryd Hughes · Ausztrália (AUS)          | Jarryd Hughes · Ausztrália (AUS)          | Regino Hernández · Spanyolország (ESP) | Regino Hernández · Spanyolország (ESP) |

### Női
| A 2018. évi téli olimpiai játékok érmesei női snowboardban |                                         |                                         |                                                       |                                                       |                                                |                                                |
| Versenyszám                                                | Arany                                   | Arany                                   | Ezüst                                                 | Ezüst                                                 | Bronz                                          | Bronz                                          |
| Parallel giant slalom                                      | Ester Ledecká · Csehország (CZE)        | Ester Ledecká · Csehország (CZE)        | Selina Jörg · Németország (GER)                       | Selina Jörg · Németország (GER)                       | Ramona Theresia Hofmeister · Németország (GER) | Ramona Theresia Hofmeister · Németország (GER) |
| Halfpipe                                                   | Chloe Kim · Egyesült Államok (USA)      | 98,25                                   | Liu Csia-jü (Liu Jiayu) · Kína (CHN)                  | 89,75                                                 | Arielle Gold · Egyesült Államok (USA)          | 85,75                                          |
| Big air                                                    | Anna Gasser · Ausztria (AUT)            | 185,00                                  | Jamie Anderson · Egyesült Államok (USA)               | 177,25                                                | Zoi Sadowski-Synnott · Új-Zéland (NZL)         | 157,50                                         |
| Slopestyle                                                 | Jamie Anderson · Egyesült Államok (USA) | Jamie Anderson · Egyesült Államok (USA) | Laurie Blouin · Kanada (CAN)                          | Laurie Blouin · Kanada (CAN)                          | Enni Rukajärvi · Finnország (FIN)              | Enni Rukajärvi · Finnország (FIN)              |
| Snowboard cross                                            | Michela Moioli · Olaszország (ITA)      | Michela Moioli · Olaszország (ITA)      | Julia Pereira de Sousa-Mabileau · Franciaország (FRA) | Julia Pereira de Sousa-Mabileau · Franciaország (FRA) | Eva Samková · Csehország (CZE)                 | Eva Samková · Csehország (CZE)                 |